# Хаффер, Юрген
Юрген Хаффер (1932—2010) — немецкий орнитолог, биогеограф, геолог и биограф. Доктор наук (с 1957). Автор гипотезы о плейстоценовом «убежище» в Амазонии.

## Биография
В 13 лет нашел мёртвую птицу с кольцом на лапке, отвёз её в Берлинский музей и встретил там Эрвина Штреземана, который уделил Хафферу время и объяснил цели кольцевания. Этот случай произвёл на него большое впечатление и послужил началом для интереса к орнитологии.
Автор первой книжной биографии Эрнста Майра и соавтор биографии его учителя и друга Эрвина Штреземана. Много писал об истории орнитологии.

## Память
В 1975 получил Мемориальную медаль Уильяма Брюстера. В 1999 награждён Немецким обществом орнитологов. В честь Хаффера назван описанный в 2013 году вид птиц Cyanocorax hafferi.

## Труды
- Ornithology, evolution, and philosophy: the life and science of Ernst Mayr 1904—2005.
- Erwin Stresemann (1889—1972) — Leben und Werk eines Pioniers der wissenschaftlichen Ornithologie. (Mitautor)
- Avifauna of Northwestern Colombia, South America.
- Secondary contact zones of birds in Northern Iran.
- Avian speciation in tropical South America, with a systematic survey of the toucans (Ramphastidae) and jacamars (Galbulidae).
- Speciation in Amazonian Forest Birds. In: Science, Band 165, Nr. 3889, 1969, S. 131—137, DOI:10.1126/science.165.3889.131